# Conseil de Latrobe
Pour les articles homonymes, voir La Trobe.
Le Conseil de Latrobe est une zone d'administration locale située sur la côte nord de la Tasmanie en Australie.
Il est composé de la ville de Latrobe et des villes de Shearwater et de Port Sorell.